# Cepheus (cratère)
Cepheus est un cratère d'impact lunaire situé dans la partie nord-est de la Lune, à moins d'un diamètre de cratère du plus grand cratère Franklin (en), au sud-est. Au nord-nord-est se trouve le cratère inondé Oersted (en). La proximité de cette formation avec le limbe lunaire lui donne une apparence oblongue vue de la Terre en raison d'un raccourcissement.
Il s'agit d'une formation relativement jeune, dont le bord est encore net et bien défini. L'exception est un cratère encore plus récent, en forme de bol, qui traverse le bord nord-est. Il s'agit d'un cratère satellite appelé Cepheus A. Le bord restant est presque circulaire, avec des renflements extérieurs au nord et au sud. La paroi intérieure est en terrasses par endroits, notamment le long de la paroi nord-ouest. Un pic central se trouve au milieu du plancher et s'étend légèrement vers le nord et le sud.

## Cratères satellites
Par convention, ces caractéristiques sont identifiées sur les cartes lunaires en plaçant la lettre sur le côté du point médian du cratère le plus proche de Cepheus.
| Cepheus | Latitude | Longitude | Diamètre |
| ------- | -------- | --------- | -------- |
| A       | 41,0° N  | 46,5° E   | 13 km    |

## Sources
- (en) L. E. Andersson et E. A. Whitaker, NASA Catalogue of Lunar Nomenclature, NASA, 1982
- (en) Jennifer Blue, « Gazetteer of Planetary Nomenclature », sur planetarynames.wr.usgs.gov, Institut d'études géologiques des États-Unis, 25 juillet 2007 (consulté le 20 mars 2025)
- (en) B. Bussey et P. Spudis, The Clementine Atlas of the Moon, New York, Cambridge University Press, 2004 (ISBN 978-0-521-81528-4)
- (en) Elijah E. Cocks et Josiah C. Cocks, Who's Who on the Moon: A Biographical Dictionary of Lunar Nomenclature, Tudor Publishers, 1995 (ISBN 978-0-936389-27-1, lire en ligne)
- (en) Jonathan McDowell, « Lunar Nomenclature », Jonathan's Space Report,‎ 15 juillet 2007 (lire en ligne, consulté le 20 mars 2025)
- (en) D. H. Menzel, M. Minnaert, B. Levin, A. Dollfus et B. Bell, « Report on Lunar Nomenclature by the Working Group of Commission 17 of the IAU », Space Science Reviews, vol. 12, no 2,‎ 1971, p. 136–186 (DOI 10.1007/BF00171763, Bibcode 1971SSRv...12..136M, S2CID 122125855)
- (en) Patrick Moore, On the Moon, Sterling Publishing, 2001 (ISBN 978-0-304-35469-6, lire en ligne)
- (en) Fred W. Price, The Moon Observer's Handbook, Cambridge University Press, 1988 (ISBN 978-0-521-33500-3)
- (en) Antonín Rükl, Atlas of the Moon, Kalmbach Publishing, 1990 (ISBN 978-0-913135-17-4)
- (en) Rev. T. W. Webb, Celestial Objects for Common Telescopes, Dover, 1962 (ISBN 978-0-486-20917-3, lire en ligne)
- (en) Ewen A. Whitaker, Mapping and Naming the Moon, Cambridge University Press, 1999 (ISBN 978-0-521-62248-6)
- (en) Peter T. Wlasuk, Observing the Moon, Springer, 2000 (ISBN 978-1-85233-193-1)